# مظهر السعيد
مظهر السعيد (وفاة 10 أكتوبر 2017)، مدرب كرة قدم أردني،  وأحد أهم المدربين في تاريخ كرة القدم الأردنية والعربية، وهو أكثر مدرب حاصل على ألقاب بين المدربين الأردنيين والعرب. أوصل فريق نادي الفيصلي الأردني لأفضل إنجازاته بالتأهل لكأس النخبة العربية عام 1997 في المغرب.

## عمله
بدأ مظهر السعيد حياته كلاعب كرة قدم في النادي الأهلي الأردني في نهاية الخمسينات والستينات، وانضم لصفوف المنتخب الأردني بسن 18. اعتزل مبكراً بسبب الإصابة التي تعرض لها في ركبته، فاتّجه إلى التدريب ولكن شهرته كمدرب فاقت كثيرا شهرته كلاعب. توجه لدراسة واحتراف تدريب كرة القدم في إسبانيا حيث درس في أكاديمية إشبيلة لكرة القدم. بعد رجوعه إلى الأردن عمل مدرباً لفريق النادى الأهلي الأردني واحرز له الدوري الأردني عامي 1978 و 1979. استقال من تدريب النادي الأهلي ثم اتجه إلى ألمانيا للحصول على شهادة الاحتراف الدولية في ألمانيا عام 1982.
فاز كذلك مع نادي الوحدات الأردني ببطولة كأس الأردن عام 1985

## مع النادي الفيصلي الأردني
كان النادي الفيصلي يعاني في هذه الفترة أواخر السبعينات وبداية الثمانينات من وهن الفريق حيث قام الشيخ مصطفى العدوان بالتعاقد مع مظهر السعيد عام 1981 فأنهى السعيد خدمات كل اللاعبين كبار السن واستقدم جيلاً جديداً (الجيل الذهبي للنادي) كجمال أبو عابد وميلاد عباسي وإبراهيم مصطفى. أحرز مع النادي الدوري الأردني للمحترفين أعوام 1983 - 1985- 1989- 1990 1991- 1992- 1993-1994-1999-2001-2003-2004. و كأس الأردن أعوام 1983-1987-1989-1992-1993-1994-1995-1998-1999-2002-2003-2004
وكأس السوبر الأردنية أعوام 1984-1986-1991-1993-1995-1996 و درع الاتحاد الأردني أعوام 1991-1992-1997-2000

## المشاركات الخارجية
- النادي الفيصلي وصيف أبطال الكؤوس العربية عمان 1996
- النادي الفيصلي وبطولة النخبة العربية المغرب 1997، حيث تغلب الفيصلي على فريق الرجاء البيضاوي 2-1 المرشح الأول في البطولة.
- أفضل مدرب في تاريخ النادي الفيصلي؛ حيث اشار النادي في موقعه الفيصلي نت إلى أن مظهر السعيد أفضل مدرب في تاريخه واستفتاء الجمهور وانه أكثر مدرب إحرازاً للألقاب مع الفيصلي.